# Otto Hans Lütken
Otto Hans Lütken (31. juli 1813 i Christianssand – 26. november 1883 i København) var en dansk søofficer og marineminister, far til Otto George Lütken og Anton Lütken.
Lütken var søn af kontreadmiral Magnus Lütken (1782-1847) og Vilhelmine Cecilie født Nissen (1787-1875).
Som ung officer deltog han i en del togter til Vestindien og Middelhavet. Blev første gang chef i 1842 for kongens dampskib Ægir. Året efter d. 10. marts 1843 blev han viet i Holmens Kirke med Anine Buntzen (måske uægte barn af Camilla Buntzen (f. du Puy) og Johan Ludvig Heiberg, jf. diskussionen). Blev valgt som folketingsmedlem for Københavns amts 2. kreds i 1858, og sad der i tre år. Var en tid også chef for fregatten Niels Juel (1861 og 1863). Nytårsdag afløstes han imidlertid fra denne opgave, for at overtage stillingen som marineminister, i hvilken han forblev under og efter krigen indtil ministeriet Bluhmes afgang i november 1865. Ved sin afsked i både sin politiske og militære karriere modtog han kommandørkorset.
Han havde arvet Bellahøj Arkiveret 28. marts 2019 hos  Wayback Machine efter sin far, hvor han boede til sin død. Han er begravet på Brønshøj Kirkegård.

## Politisk karriere
- 1853 Adjudant hos Marineministeren
- 1858 Medlem af Folketinget for Københavns amts 2. kreds (14. juni 1858 – 14. juni 1861)
- 1863 Marinminister først i ministeriet Monrad, derefter ministeriet Bluhme II (31. december 1863 – 6. november 1865)

## Militære karriere
- 1825 kadet
- 1831 sekondløjtnant
- 1840 premierløjtnant
- 1849 kaptajnløjtnant
- 1857 kaptajn
- 1858 orlogskaptajn
- 1865 afsked fra søværnets officerskorps
- 1868 kommandørs karakter

## Ordner, dekorationer og udmærkelser
- 1843 Ridder af Dannebrogordenen
- 1850 Dannebrogsmændenes Hæderstegn
- 1865 Kommandør af 1. grad af Dannebrogordenen

## Børn
- Magna Cecilie Camilla (23. januar 1846 – 23. september 1923) gift med kaptajn Edouard Suenson
- Otto George Lütken (1849-1906)
- Andreas Magnus Lütken (17. januar 1852 - ?) assistent i Privatbanken
- Henriette Julie Pouline Lütken (25. maj 1854 - ?) stiftsdame i Vallø
- Anton Frederik Lütken (1856-1917)